# Kaffeekartell
Als Kaffeekartell wurde eine zwischen den Unternehmen Tchibo, Melitta, Alois Dallmayr Kaffee und Kraft Foods (Jacobs Kaffee) ab dem Jahre 2000 getroffene Preisabsprache bezeichnet. Das illegale Abkommen blieb bis zu einer vom Bundeskartellamt veranlassten Durchsuchung der Unternehmen im Juli 2008 unentdeckt.
Die Behörde konnte anhand der sichergestellten Unterlagen das kartellartige Verhalten nachweisen und verfügte gegen die Unternehmen eine Geldbuße von insgesamt 159,5 Millionen Euro.
Kraft Foods nutzte die sogenannte Bonusregelung und musste keine Strafe zahlen, da das Unternehmen Selbstanzeige beim Bundeskartellamt erstattete. Melitta wollte ebenfalls keine Geldbuße zahlen, da das Unternehmen mit den Kartellbehörden zusammengearbeitet habe.
Am 26. Dezember 2009 meldete Spiegel Online weitere Verdachtsfälle in dem Verfahren.
Im Juni 2010 wurde dem Deutschen Kaffee-Verband Hamburg vom Bundeskartellamt vorgeworfen, mit einer Pressemitteilung im Februar 2005 ein Kartell von Kaffeeunternehmen gefördert zu haben, weswegen ein Bußgeld von bis zu 90.000 Euro verhängt wurde. Zu den beteiligten Kaffeeröstereien gehörten neben den Unternehmen Kraft Foods Außer Haus Service (Bremen), Tchibo (Hamburg), Luigi Lavazza Deutschland (Frankfurt), Seeberger, Segafredo Zanetti Deutschland (München), Gebr. Westhoff (Bremen) und J. J. Darboven (Hamburg) auch Melitta System Service. Den letzteren beiden Unternehmen wurden die Geldbußen wegen ihrer Kooperation bei der Aufklärung der Vorwürfe reduziert.
Im Oktober 2011 wurde eine erneute Kartellbildung festgestellt. Es bestand neben Melitta aus dem Kaffeehersteller Krüger sowie Kraft Foods Deutschland. Die beiden letzteren Unternehmen wurden zu einer Geldstrafe in Höhe von neun Millionen Euro verurteilt. Das Kartell hatte zum Jahreswechsel 2007/2008 bei Instant-Cappuccino eine Preiserhöhung abgesprochen, die je Packung 20 bis 40 Cent ausmachte. Da das Bußgeldverfahren auf Antrag der Melitta Kaffee GmbH eingeleitet worden war, die damit als Kronzeuge fungierte, wurde gegen dieses Unternehmen keine Geldbuße erlassen.